# Râul Desnățui
Râul Desnățui este un râu din Oltenia, care izvorăște din Podișul Strehaiei, subdiviziune a Podișului Getic, și traversează Câmpia Desnățuiului de la Nord la Sud, spre punctul de vărsare. Are o lungime aproximativă de 94 km. Traversează două județe: Mehedinți și Dolj. Se varsă în Lacul Bistreț, în vecinătatea localității Plosca, printr-o mică deltă, în care se bifurcă în mai multe brate, naturale și artificale, după care se varsă în lacul Bistreț. Este al doilea râu ca lungime din județul Dolj, după Jiu.